# Cementerio Británico de Montevideo

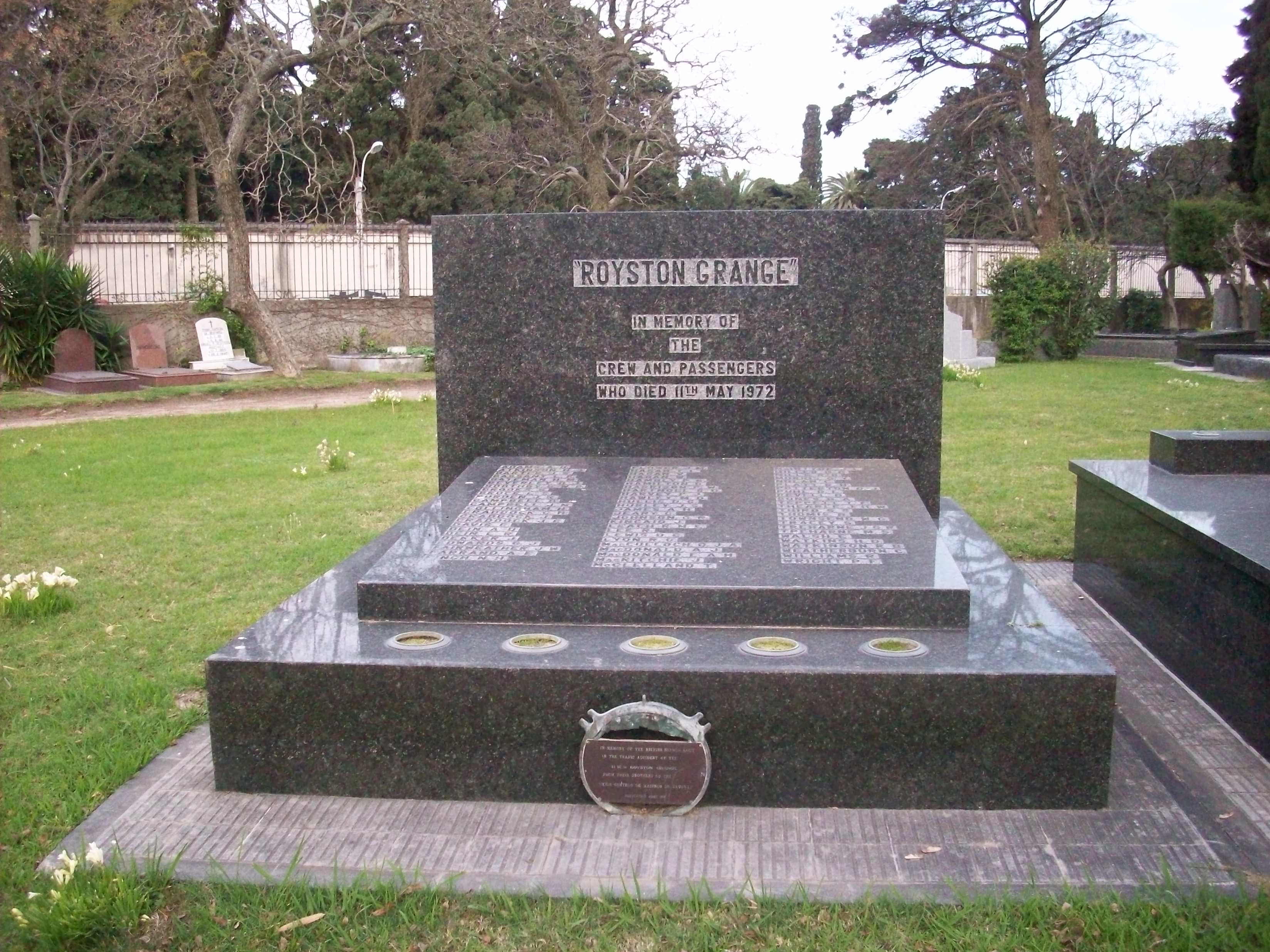
Panteón de fallecidos en el STV Royston Grange.

El Cementerio Británico de Montevideo (en inglés: The British Cemetery Montevideo) es uno de los más antiguos de Uruguay.
Fue fundado en 1828 y se ubicaba originalmente cerca del Centro de Montevideo; desde 1885 está en el Buceo, cerca del Cementerio del Buceo. En él está sepultado Juan Antonio Francia Vogelsang, médico y célebre personaje del viejo Pocitos.